# Yadisleidy Pedroso
Yadisleidy Pedroso González (L'Avana, 28 gennaio 1987) è un'ostacolista cubana naturalizzata italiana, specializzata nei 400 metri ostacoli.
Ha detenuto il record italiano dei 400 metri ostacoli con il tempo di 54"54, ottenuto il 18 maggio 2013 durante lo Shanghai Golden Grand Prix, seconda tappa della Diamond League 2013, poi battuto da Ayomide Folorunso il 20 luglio 2022 a Eugene con 54"34; detiene la migliore prestazione mondiale dei 200 metri ostacoli con il tempo di 24"8, stabilito da italiana il 6 aprile 2013 a Caserta.
Ha vinto 5 titoli italiani assoluti sui 400 m ostacoli (2013, 2014, 2015, 2017 e 2018).

## Biografia
Ha iniziato ad ottenere i primi risultati importanti nell'atletica leggera nel 2003 all'età di 16 anni, vincendo la gara dei 100 m a L'Avana in occasione della Prima tappa del Confrontación 1.
Nel 2005 ai campionati cubani allievi e juniores tenutisi a Santiago di Cuba vince la medaglia d'oro con la staffetta 4×400 m, quella di bronzo sui 400 m hs e giunge quarta sui 400 m.
L'anno dopo ottiene cinque medaglie su 6 finali corse: argento ai giochi universitari cubani sui 400 m hs (quinto posto sui 400 m), poker di medaglie d'oro ai campionati cubani juniores con due titoli individuali su 400 m e 400 m hs ed altrettanti con la staffette 4×100 e 4×400 m.
Nel 2006 ha partecipato alla III edizione dell'Olimpiade dello sport cubano (una costola dei Campionati CAC) terminando sesta sui 400 m hs e quinta nei 400 m.
Doppia medaglia internazionale nel 2009 sui 400 m hs: argento ai Campionati CAC a L'Avana ed oro agli ALBA Games sempre a L'Avana.
Alla V edizione dell'Olimpiade dello sport cubano nel 2010 è stata oro sui 400 m hs e bronzo con la staffetta 4×400 m.
Dal 7 febbraio 2013 è cittadina italiana, ma ottiene l'eleggibilità per la maglia azzurra dal 13 dicembre dello stesso anno. Da quando è in Italia è stata tesserata prima per la Salerno Running Club e poi con il CUS Pisa. È arruolata nell'Aeronautica militare dal giugno del 2014, e come grado militare è aviere scelto.
Nel 2013 vince la finale 2 agli assoluti indoor di Ancona, mentre a quelli all'aperto di Milano vince il suo primo titolo italiano sui 400 m hs.
Agli assoluti indoor del 2014, sempre ad Ancona, arriva quinta sui 400 m e poi agli assoluti di Rovereto vince nuovamente i 400 m hs, bissando così il titolo dell'anno prima. Nel giugno dello stesso anno esordisce con la Nazionale assoluta italiana gareggiando sui 400 m hs a Braunschweig in Germania in occasione degli Europei a squadre e concludendo in settima posizione. Ad agosto ha partecipato in Svizzera agli Europei di Zurigo dove ha concluso al quinto posto nella finale dei 400 m hs.
Nel 2015 è giunta al terzo posto agli Europei a squadre svoltisi in Russia a Čeboksary. Nello stesso anno ottiene a Torino il terzo titolo italiano assoluto consecutivo sui 400 m hs.

## Record nazionali

### Seniores
- 200 metri ostacoli: 24"8 m ( Caserta, 6 aprile 2013) [4]
- 400 metri ostacoli: 54"54 ( Shanghai, 18 maggio 2013)[4]

## Progressione

### 400 metri piani
| Stagione | Tempo | Luogo       | Data      | Rank. Mond. |
| -------- | ----- | ----------- | --------- | ----------- |
| 2018     | 54"06 | Guadalajara | 6-7-2018  |             |
| 2014     | 55"35 | Pontedera   | 10-5-2014 |             |
| 2013     | 54"38 | Roma        | 6-6-2013  |             |
| 2012     | 54"64 | Salerno     | 21-4-2012 |             |
| 2011     | 55"00 | Napoli      | 21-5-2011 |             |
| 2006     | 56"55 | L'Avana     | 4-5-2006  |             |

### 400 metri piani indoor
| Stagione | Tempo | Luogo  | Data      | Rank. Mond. |
| -------- | ----- | ------ | --------- | ----------- |
| 2013/14  | 55"34 | Ancona | 23-2-2014 |             |
| 2012/13  | 54"14 | Ancona | 17-2-2013 |             |

### 400 metri ostacoli
| Stagione | Tempo | Luogo          | Data      | Rank. Mond. |
| -------- | ----- | -------------- | --------- | ----------- |
| 2019     | 55"40 | Doha           | 2-10-2019 |             |
| 2018     | 54"98 | Ginevra        | 9-6-2018  |             |
| 2017     | 54"87 | Londra         | 9-7-2017  | 20ª         |
| 2016     | 55"78 | Rio de Janeiro | 16-8-2016 | 42ª         |
| 2015     | 55"18 | Čeboksary      | 20-6-2015 | 19ª         |
| 2014     | 55"42 | Nancy          | 27-6-2014 | 22ª         |
| 2013     | 54"54 | Shanghai       | 18-5-2013 | 12ª         |
| 2012     | 54"89 | Brazzaville    | 10-6-2012 | 16ª         |
| 2011     | 56"12 | Reggio Emilia  | 3-9-2011  | 45ª         |
| 2010     | 57"28 | L'Avana        | 11-6-2010 | 105ª        |
| 2009     | 56"91 | L'Avana        | 30-5-2009 | 73ª         |
| 2007     | 58"96 | Camagüey       | 17-3-2007 | 231ª        |
| 2006     | 58"99 | Camagüey       | 3-3-2006  | 226ª        |

## Palmarès
| Anno                           | Manifestazione          | Sede           | Evento   | Risultato  | Prestazione | Note                                     |
| ------------------------------ | ----------------------- | -------------- | -------- | ---------- | ----------- | ---------------------------------------- |
| In rappresentanza di Cuba      |                         |                |          |            |             |                                          |
| 2009                           | Campionati CAC          | L'Avana        | 400 m hs | Argento    | 57"73       | [ 5 ]                                    |
| 2009                           | ALBA Games              | L'Avana        | 400 m hs | Oro        | 58"23       | [ 6 ]                                    |
| In rappresentanza dell' Italia |                         |                |          |            |             |                                          |
| 2014                           | Europei                 | Zurigo         | 400 m hs | 5ª         | 55"90       | [ 7 ]                                    |
| 2015                           | Mondiali                | Pechino        | 400 m hs | Batteria   | 1'25"15     |                                          |
| 2016                           | Giochi olimpici         | Rio de Janeiro | 400 m hs | Semifinale | 55"78       | Miglior prestazione personale stagionale |
| 2017                           | Mondiali                | Londra         | 400 m hs | Semifinale | 55"95       |                                          |
| 2018                           | Giochi del Mediterraneo | Tarragona      | 400 m hs | Oro        | 55"40       |                                          |
| 2018                           | Europei                 | Berlino        | 400 m hs | 5ª         | 55"80       |                                          |
| 2019                           | Mondiali                | Doha           | 400 m hs | Semifinale | 55"40       | Miglior prestazione personale stagionale |
| 2021                           | Giochi olimpici         | Tokyo          | 400 m hs | Semifinale | 55"80       |                                          |

## Campionati nazionali
- 5 volte campionessa italiana assoluta dei 400 m ostacoli (2013, 2014, 2015, 2017, 2018)
- 1 volta campionessa cubana juniores dei 100 m ostacoli
- 1 volta campionessa cubana juniores dei 400 m ostacoli (2006)

2005
- 4ª ai campionati cubani allievi e juniores (Santiago di Cuba), 400 m piani - 57"60[8]
- Bronzo ai campionati cubani allievi e juniores (Santiago di Cuba), 400 m hs - 1'00"80[8]
- Oro ai campionati cubani allievi e juniores (Santiago di Cuba), 4×400 m - 3'44"60[8]

2006
- 5ª ai Giochi universitari cubani (Naguanagua), 400 m piani - 56"74[9]
- Argento ai Giochi universitari cubani (Naguanagua), 400 m hs - 1'00"95[9]
- Oro ai campionati cubani juniores (Santiago di Cuba), 100 m hs - 13"80[10]
- Oro ai campionati cubani juniores (Santiago di Cuba), 400 m hs - 1'00"70[10]
- Oro ai campionati cubani juniores (Santiago di Cuba), 4×100 m - 47"00[10]
- Oro ai campionati cubani juniores (Santiago di Cuba), 4×400 m - 3'45"61[10]

2013
- 1ª nella finale 2 dei campionati italiani assoluti indoor (Ancona), 400 m piani - 54"14[11]
- Oro ai campionati italiani assoluti (Milano), 400 m hs - 55"26[12]

2014
- 5ª ai campionati italiani assoluti indoor (Ancona), 400 m piani - 55"34[13]
- Oro ai campionati italiani assoluti (Rovereto), 400 m hs - 55"84[14]

2015
- Oro ai campionati italiani assoluti (Torino), 400 m hs - 55"96[15]

2017
- Oro ai campionati italiani assoluti, 400 m hs - 55"09

2018
- Oro ai campionati italiani assoluti, 400 m hs - 55"62

2021
- Bronzo ai campionati italiani assoluti, 400 m hs - 55"79

## Altre competizioni internazionali
2006
- 5ª all'Olimpiade dello sport cubano ( L'Avana), 400 m piani - 56"55[16]
- 6ª all'Olimpiade dello sport cubano ( L'Avana), 400 m hs - 1'00"17[16]

2010
- Oro all'Olimpiade dello sport cubano ( L'Avana), 400 m hs - 57"62[17]
- Bronzo all'Olimpiade dello sport cubano ( L'Avana), 4×400 m - 3'41"66[18]

2011
- 4ª al Rieti Meeting ( Rieti), 400 m hs - 56"14[19]

2013
- Bronzo al Shanghai Golden Grand Prix  Shanghai, 400 m hs - 54"54[20]
- 7ª ai Bislett Games  Oslo, 400 m hs - 55"68[21]
- 6ª al Golden Spike Ostrava ( Ostrava), 400 m hs - 56"13[22]
- Bronzo al Birmingham Indoor Grand Prix ( Birmingham), 400 m hs - 55"40[23]

2014
- 6ª al Prefontaine Classic ( Eugene), 400 m hs - 56"66[24]
- 8ª al Golden Gala Pietro Mennea ( Roma), 400 m hs - 56"71[25]
- 7ª nella Super League degli Europei a squadre ( Braunschweig), 400 m hs - 56"70[26]

2015
- Bronzo nella Super League degli Europei a squadre ( Čeboksary), 400 m hs - 55"18[27]

2017
- 5ª ai London Anniversary Games ( Londra), 400 m hs - 54"87
- 7ª al Golden Gala ( Roma), 400 m hs - 55"70
- 7ª alla Weltklasse Zürich ( Zurigo), 400 m hs - 56"15

2018
- 5ª al Golden Gala ( Roma), 400 m hs - 55"43
- 7ª ai Bislett Games ( Oslo), 400 m hs - 55"47

2019
- 6ª al Memorial Van Damme ( Bruxelles), 400 m hs - 57"60